# Ráisjávri
Le Ráisjávri est un lac situé à l'est du parc national de Reisa, dans la municipalité de Nordreisa, dans le comté de Troms. 
Il est la source de la rivière Reisaelva, qui coule vers l'ouest. La rive nord du lac forme la frontière du parc national. Il couvre une superficie de 5,44 km2.